# USS Blueback (SS-326)
Za druga plovila z istim imenom glejte USS Blueback.
USS Blueback (SS-326) je bila jurišna podmornica razreda balao v sestavi Vojne mornarice Združenih držav Amerike.
Leta 1948 je bila sprejeta v Turško vojno mornarico kot TCG 2. İnönü (S 331). 